# Virgil Kalakoda
Virgil Kalakoda (ur. 24 grudnia 1979 w Kapsztadzie) – południowoafrykański bokser wagi juniorśredniej i kick-boxer wagi średniej. 

## Kariera sportowa

### Boks
Boksu uczył się w klubie swojego ojca, Steve'a Kalakody (trener m.in. Mike'a Bernardo i Francois Bothy). Na zawodowstwo przeszedł w 1996 roku. Był mistrzem świata organizacji IBC oraz mistrzem interkontynentalnym IBF i WBN w wadze juniorśredniej (do 69 kg).

### Kick-boxing
W 2005 roku rozpoczął karierę w kick-boxingu. W latach 2005–2008 był zawodnikiem prestiżowej japońskiej organizacji K-1. Raz (w 2006 roku z dziką kartą) wystąpił w Finale K-1 World MAX. Odpadł w ćwierćfinale znokautowany przez Andy'ego Souwera. Od 2009 roku mieszka w Australii, gdzie walczy dla tamtejszych organizacji kick-boxerskich.

## Osiągnięcia
Boks zawodowy:
- 2002–2003: Mistrz Interkontynentalny WBN w wadze juniorśredniej
- 2002: Mistrz Interkontynentalny IBF w wadze juniorśredniej
- 2001: Mistrz IBC w wadze juniorśredniej